# Triền Hà
Triền Hà (chữ Hán giản thể: 瀍河回族区, Hán Việt: Triền Hà Hồi tộc khu) là một quận của địa cấp thị Lạc Dương, tỉnh Hà Nam, Cộng hòa Nhân dân Trung Hoa. Triền Hà có diện tích 29 km2, dân số khoảng 170.000 người, mã số bưu chính 471002. 
Quận này được chia ra thành các đơn vị hành chính gồm 7 nhai đạo biện sự xứ: Đông Quan, Dương Văn, Triều Tây, Bắc Diêu, Ngũ Cổ Lộ và 1 hương dân tộc Hồi Triền Hà.